# Tsaghkunk (Armavir)
Pour l’article homonyme, voir Tsaghkunk (Gegharkunik).
Tsaghkunk ou Tsakhkunq (en arménien Ծաղկունք ; jusqu'en 1946 Abdurahman) est une communauté rurale du marz d'Armavir, en Arménie. Elle compte 1 338 habitants en 2009.